# Кропивницька сільська рада (Новоукраїнський район)
| Кропивницька сільська рада — колишній орган місцевого самоврядування у Новоукраїнському районі Кіровоградської області з адміністративним центром у с. Кропивницьке. Сільській раді були підпорядковані населені пункти: - с. Кропивницьке - с. Вільні Луки - с. Трудолюбівка |

## Колишні населені пункти
- Дмитрівка
- Павлівка

## Склад ради
Рада складалася з 16 депутатів та голови.

### Керівний склад ради
| ПІБ                      | Основні відомості                                                                 | Дата обрання | Дата звільнення |
| ------------------------ | --------------------------------------------------------------------------------- | ------------ | --------------- |
| Булах Василь Васильович  | Сільський голова, 1948 року народження, освіта, член Комуністичної партії України | 26.03.2006   | 31.10.2010      |
| Лубенець Майя Віталіївна | Сільський голова, 1973 року народження, освіта вища, позапартійна                 | 31.10.2010   |                 |

Примітка: таблиця складена за даними джерела

## Населення
Згідно з переписом УРСР 1989 року чисельність наявного населення сільської ради становила 1300 осіб, з яких 570 чоловіків та 730 жінок.
За переписом населення України 2001 року в сільській раді мешкало 1269 осіб.

### Мова
Розподіл населення за рідною мовою за даними перепису 2001 року:
| Мова       | Відсоток |
| ---------- | -------- |
| українська | 95,36 %  |
| російська  | 2,12 %   |
| молдовська | 1,97 %   |
| білоруська | 0,16 %   |
| вірменська | 0,08 %   |
| польська   | 0,08 %   |
| інші       | 0,23 %   |